# Tecomán
Tecomán är en ort och kommun i västra Mexiko och är belägen nära Stilla havskusten i delstaten Colima. Centralorten har cirka 90 000 invånare.

## Orter
Kommunen omfattar centrala Tecomán och ett antal mindre orter. De folkrikaste är (med folkmängd 2013):
1. Tecomán (90 629)
2. Cerro de Ortega (8 888)
3. Colonia Bayardo (6 112)
4. Madrid (3 897)
5. Cofradía de Morelos (2 633)

## Storstadsområde
Storstadsområdet, Zona Metropolitana de Tecomán, hade totalt 151 401 invånare 2013, på en yta av 1 348 km². Området består av de båda kommunerna Tecomán och Armería.